# L'Horme
L'Horme é uma comuna francesa na região administrativa de Auvérnia-Ródano-Alpes, no departamento de Loire. Estende-se por uma área de 4,4 km². Em 2010 a comuna tinha 4 810 habitantes (densidade: 1 093,2 hab./km²).